# Sri Lanka Railways

Mappa della rete ferroviaria in Sri Lanka nel 2011.

Il dipartimento delle ferrovie dello Sri Lanka, più comunemente noto come Sri Lanka Railways (in singalese: ශ්‍රී ලංකා දුම්රිය සේවය, traslitterato Śrī Laṃkā Dumriya Sēvaya, in tamil: இலங்கை புகையிரத சேவை, traslitterato Ilankai Pugaiyiradha Sēvai) o SLR in forma abbreviata, è l'ente proprietario delle ferrovie dello Sri Lanka ed il principale operatore nazionale. In quanto parte dell'apparato governativo dello Sri Lanka, è supervisionato dal locale ministero dei trasporti. Fondato nel 1858 come Ceylon Government Railway, gestisce la rete ferroviaria nazionale e collega la capitale Colombo con altri centri abitati e con destinazioni turistiche.
La rete ferroviaria dello Sri Lanka si sviluppa su 1508 km aventi scartamento 1676 mm. Alcune delle tratte sono panoramiche, con i binari che costeggiano (o attraversano) cascate, montagne, piantagioni di tè, foreste di conifere, ponti e stazioni montane.

## Storia

### Inizi

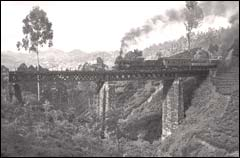
Treno a vapore tra le colline della linea Colombo-Badulla nel 1880.

La creazione di una linea ferroviaria nella Ceylon britannica venne per la prima volta proposta nel 1842 da coltivatori di caffè europei, interessati alla costruzione di una linea tra Kandy e Colombo quale veloce ed efficiente mezzo per trasportare i loro prodotti destinati all'esportazione. In seguito a lunghe negoziazioni, nel 1845 venne fondata la Ceylon Railway Company che fu posta sotto la supervisione di Philip Anstruther – segretario coloniale di Ceylon – con lo scopo di costruire la prima ferrovia della colonia. Nel 1846 l'ingegnere Thomas Drane svolse sotto incarico della società i sondaggi preliminari per la nuova linea. Nel dicembre del 1856 il capitano William Moorsom – capo ingegnere del corpo dei Royal Engineers – venne inviato dall'Inghilterra per effettuare una valutazione del progetto a beneficio del segretario di stato per le colonie Henry Labouchere. Ultimò il proprio rapporto nel maggio del 1857, proponendo sei differenti tracciati diretti a Kandy e raccomandando tra questi l'adozione del numero 3 che attraversava il passo Parnepettia ed aveva una lunghezza totale di 127 km, pendenza massima dell'1,67%, un breve tratto in galleria ed un costo stimato di 856 557 sterline britanniche. Gli scavi presero avvio il 3 agosto 1858, inaugurati presso l'attuale stazione di Maradana dal governatore Henry George Ward. L'appaltatore William Thomas Doyne comprese in breve tempo che il costo stimato non sarebbe stato sufficiente a coprire la costruzione. Nel 1861, a somma versata e contratto concluso, il governo si incaricò direttamente dei lavori sotto l'insegna Ceylon Government Railway (attuale Sri Lanka Railways). Alla fine del 1862 l'agente della corona per le colonie accettò a nome del governatore l'offerta di William Frederick Faviell per la costruzione di una ferrovia di 117 km tra Colombo e Kandy.

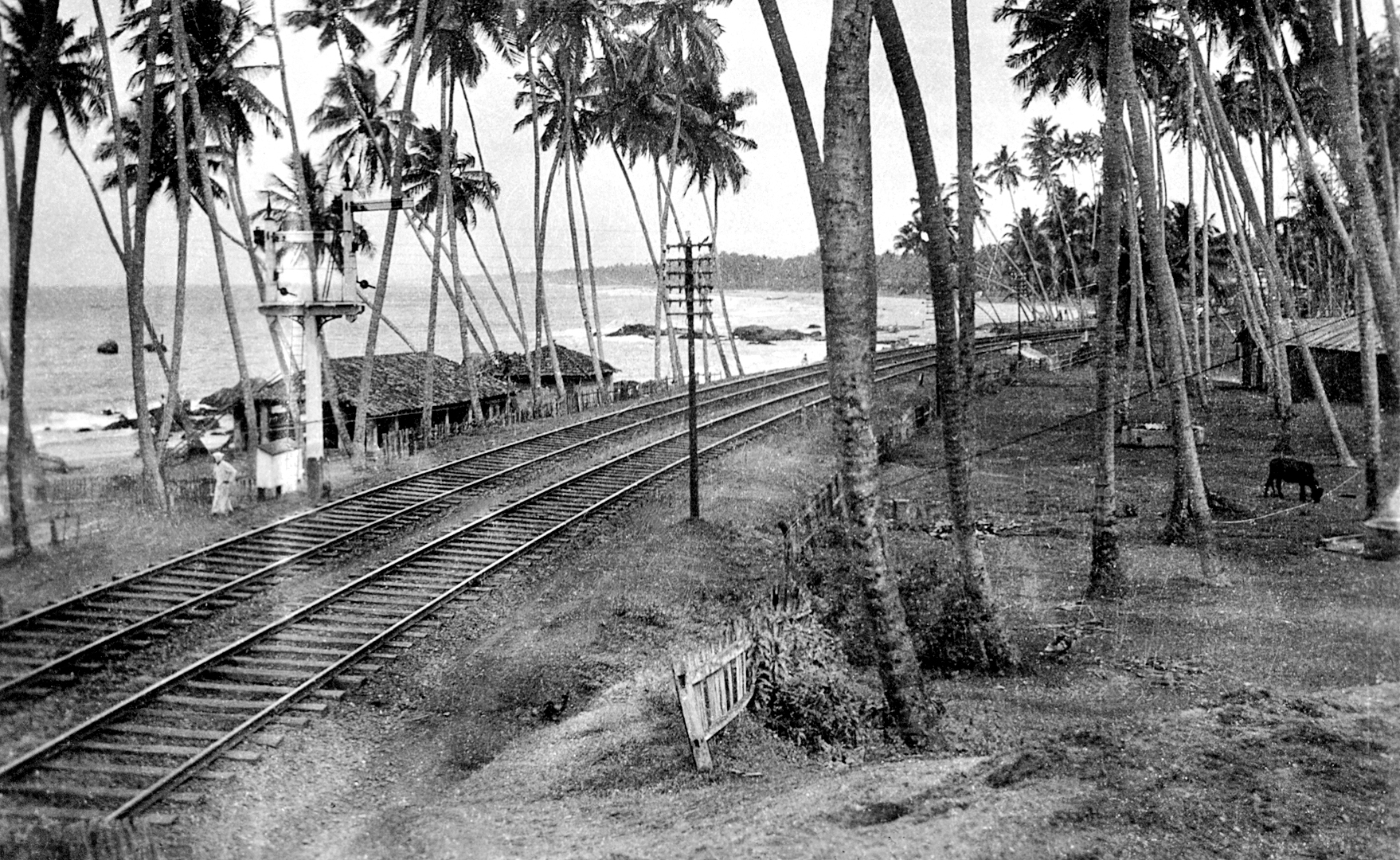
Binari nei pressi di Colombo nel 1940.

Il servizio venne avviato con una linea di 54 km che collegava Colombo ad Ambepussa. Il capo ingegnere Guilford Lindsey Molesworth divenne direttore generale delle ferrovie governative. Divenne comune tra i Singalesi chiamare il treno "Diavolo metallico mangia carbone e bevi acqua che corre verso Colombo" (in singalese: අගුරු කකා වතුර බිබී කොළඹ දුවන යකඩ යකා, traslitterato Anguru Kaka Wathura Bibi Colaba Duwana Yakada Yaka).
Nel 1867, 1874, 1885, 1894 e 1924 vennero create diramazioni per Kandy, Nawalapitiya, Nanu Oya, Bandarawela e Badulla. Durante il primo secolo della ferrovia ne vennero aggiunte ulteriori, inclusa quella del 1880 per Matale, la linea costiera nel 1895, la linea settentrionale nel 1905, la linea per Mannar nel 1914, la linea per la valle Kelani nel 1919, la linea per Puttalam nel 1926 e le linee per Batticaloa e Trincomalee nel 1928. Successivamente, per oltre 80 anni non vennero aggiunte altre diramazioni importanti alla rete ferroviaria singalese.

### Era d'oro
Tra il 1955 e il 1970 le ferrovie singalesi vissero un'era d'oro sotto la guida del capo ingegnere meccanico e direttore generale della Ceylon Government Railway B.D. Rampala. Ponendo l'accento su puntualità e comodità, Rampala condusse i miglioramenti alle stazioni più importanti al di fuori di Colombo e la ricostruzione dei binari nella Provincia Orientale, facilitando il passaggio di treni più veloci e con maggior carico. Introdusse i treni espressi (diversi di questi ricevettero nomi iconici) ed assicurò a Ceylon un sistema ferroviario aggiornato e confortevole per i passeggeri. Fino al 1953 a Ceylon vennero utilizzate locomotive a vapore, ma durante l'era d'oro – sotto la guida di Rampala – vennero sostituite da locomotive termiche.

### Declino
Nel tardo XX secolo per il sistema ferroviario si avviò un periodo di declino: per tre decadi venne trascurato e mal gestito. L'economia singalese evolvette dall'agricoltura legata alle piantagioni all'industria, privilegiando la crescita della rete stradale. Con l'aumentare di autocarri e strade principali (un più veloce metodo di trasporto delle merci), la quantità di merci trasportate su rotaia diminuì e le ferrovie subirono gravi perdite.
La Sri Lanka Railways mancò l'adozione delle tecnologie innovative tipiche delle ferrovie straniere, con problemi di tempi affidabilità e comfort che causarono la perdita di quote nel mercato passeggeri. Nel 2011 la quota di mercato era pari al 7%.

### Rinascita

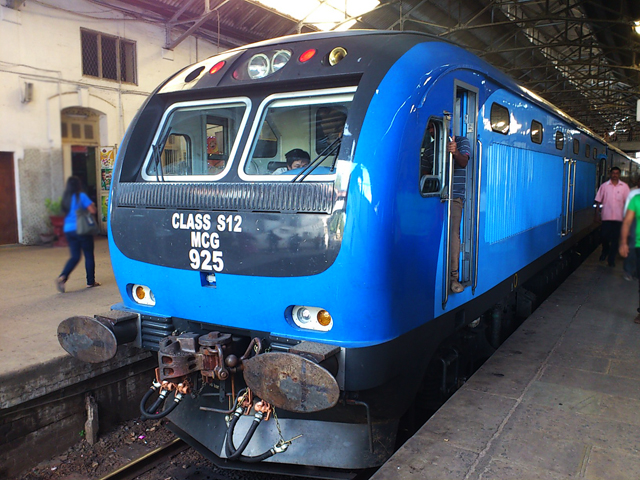
Gli autotreni S12 furono importati nel 2012.

Nei primi anni 2010 il governo avviò una strategia decennale di sviluppo ferroviario ordinando moderni autotreni, con lo scopo di riportare la rete ad un livello soddisfacente. La linea costiera – danneggiata dal terremoto e maremoto dell'Oceano Indiano del 2004 – venne migliorata tra il 2010 e il 2012: il tracciato venne modificato per permettere ai treni il transito ad una velocità di 100 km/h. La compagnia avviò nel 2011 la propria collaborazione con ExpoRail e Rajadhani Express per offrire servizi premium sulle linee più importanti. Venne avviata la ricostruzione della linea settentrionale, danneggiata da quasi tre decadi di conflitto: nel 2015 fu completato il ripristino ai livelli pre-bellici del collegamento con Jaffna e Kankesanthurai. La velocità massima sulla linea è attualmente di 120 km/h. La linea costiera è in corso di estensione da Matara a Kataragama per servire la città di Hambantota, in forte sviluppo. Nel 2015 la costruzione della linea per Beliaththa era in ritardo.

## Operatori

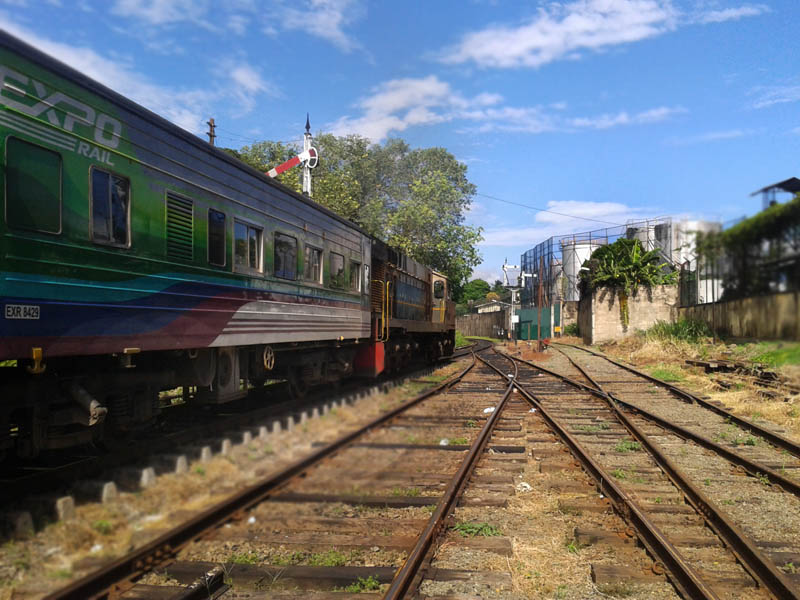
Un vagone ExpoRail nel 2012.

L'azienda pubblica Sri Lanka Railways funge da operatore della quasi totalità dei servizi ferroviari nazionali: treni passeggeri – intercity e suburbani – e trasporto merci. Nel tempo operatori privati hanno fornito alcuni servizi legati al materiale ed all'infrastruttura ferroviaria, come nel caso del treno storico restaurato con locomotiva a vapore  Viceroy Special.
Il 6 ottobre 2011 la società Expolanka introdusse il servizio Exporail, il medesimo giorno la concorrente Blue Line Express fece lo stesso con il servizio Rajadhani Express. ExpoRail non risulta più in attività, mentre Blue Line Express è tutt'ora un'area riservata sui treni Sri Lanka Railways.

## Materiale rotabile

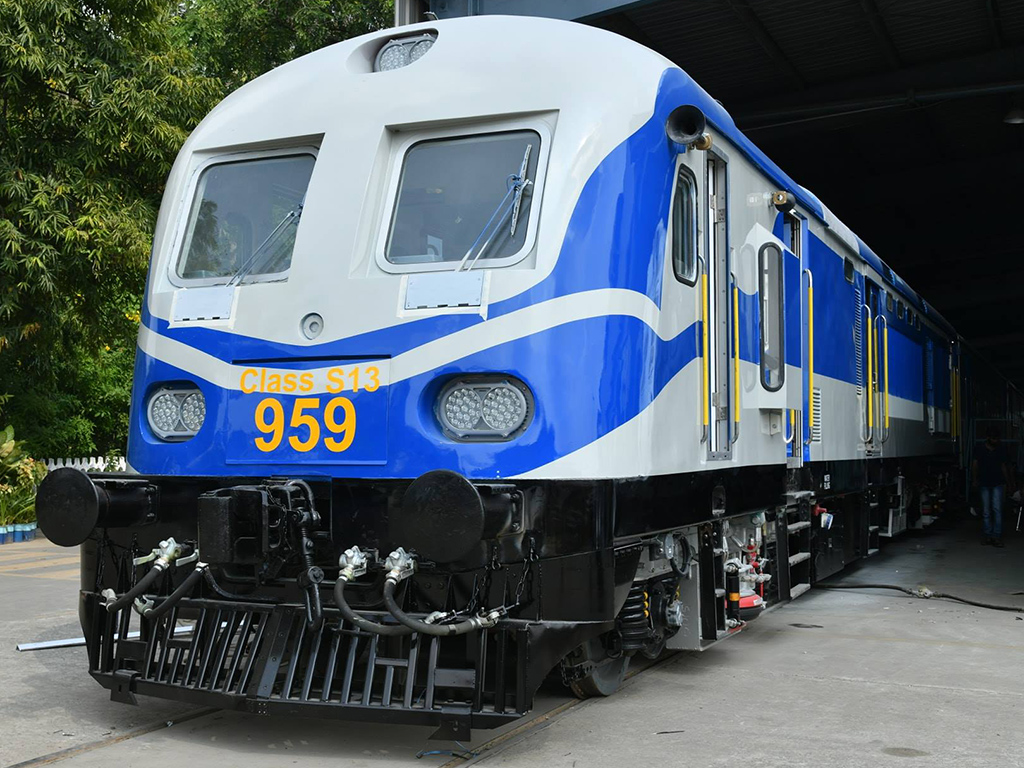
Un autotreno S13.

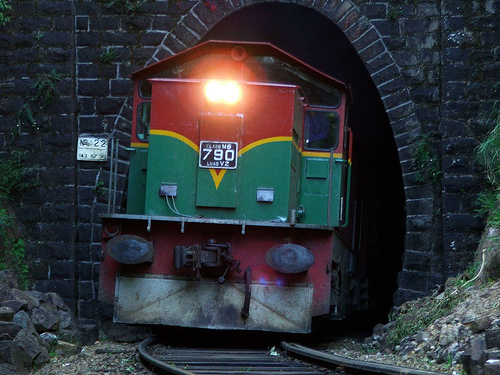
La locomotiva M6 mentre traina il treno Udarata Menike da Badulla a Colombo.

Nel 1936 le Ceylon Government Railways possedeva 261 locomotive, 30 automotrici a vapore, 1591 carrozze e 3259 carri.
Le locomotive della Sri Lanka Railways sono principalmente termiche. Le locomotive a vapore furono in servizio fino alla fine degli anni 1970 e sono ora utilizzate in treni storici restaurati quale il Viceroy Special.
Le prime locomotive trainarono – negli anni 1860 – treni sulla prima linea di 54 km tra Colombo e Ambepussa. La conversione alle locomotive termiche prese avvio nel 1953 e successivamente numerosi modelli vennero aggiunti al materiale rotabile. Al 2011 in Sri Lanka non vi erano treni o locomotive elettrici operative, ma è stata proposta l'elettrificazione di alcune linee per migliorare l'efficienza energetica e la sostenibilità.
La maggior parte delle carrozze sono prodotte dall'azienda romena Astra Rail Industries e dalla cinese CSR Corporation Limited. La quasi totalità delle tratte a lunga percorrenza è servita da autotreni prodotti dalla citata CSR Corporation Limited e dall'azienda indiana Rail India Technical and Economic Service.

## Rete
La rete ferroviaria dello Sri Lanka si sviluppa su 1508 km aventi scartamento 1676 mm. Tutti i treni sono a trazione termica. La rete è gestita da tre divisioni operative aventi base in Colombo, Anuradhapura e Nawalapitiya. È in corso un processo di modernizzazione della rete e di estensione della linea costiera per permettere il transito di treni più veloci ed a maggior efficienza.

### Elettrificazione
L'elettrificazione venne proposta per la prima volta nel 1928, ma il consiglio dei ministri non la approvò per le linee suburbane fino al 2015. L'elettrificazione della linea Panadura-Veyangoda è parte della prima fase del piano per la megalopoli della regione occidentale, finanziato tramite l'Asian Development Bank.
È stato firmato un contratto tra il governo dello Sri Lanka e l'azienda malese Airport Express Air and Rail Company per una nuova linea elettrica che colleghi Negombo e Colombo, la conclusione dei lavori era prevista per il 2018 L'elettrificazione delle tratte più trafficate della rete è stata proposta ripetutamente, con lo scopo di migliorare l'efficienza energetica e la sostenibilità. Nel 1998 circa l'Instituion of Engineers, Sri Lanka (IESL) sottoscrisse una raccomandazione in merito all'elettrificazione delle ferrovie che – pur approvata dal governo – non venne implementata. L'IESL realizzò nuove proposte per l'elettrificazione nel 2008 e nel 2010, ma i lavori non vennero avviati anche a causa della mancata definizione dei sistemi di tensione. L'IESL predilige l'elettrificazione per poter ridurre l'inquinamento ed i tempi di viaggio, oltre ad aumentare il comfort dei passeggeri.
Sebbene Sri Lanka Railways stia pianificando l'elettrificazione dei 120 km del servizio ferroviario suburbano di Colombo nelle tratte Veyagonda-Maradana, Maradana-Kaluthara e Ragama-Negombo, non sono noti i sistemi di tensione. Verranno importati quindici elettrotreni per le ferrovie suburbane.

### Segnalamento
La maggior parte della rete utilizza sistemi di blocco ferroviario. Alla metà del XX secolo le tratte con maggior traffico (Colombo e dintorni) vennero aggiornate con sistemi di segnalamento semaforici collegati al controllo centralizzato del traffico della stazione di Maradana.
Nel 2011 prese avvio un progetto per implementare il segnalamento elettronico sulla linea settentrionale. I binari tra Anuradhapura, Kankesanturai e Talaimannar saranno dotati di segnalamento elettronico con controllo centralizzato del traffico: si tratterà un sistema semaforico dotato di scambi elettrificati e di rilevamento a livello dei binari. I passaggi a livello saranno collegati al sistema di segnalamento, garantendo la sicurezza.
In seguito all'incidente ferroviario di Alawwa del 2011, Sri Lanka Railways adottò la pratica di installare sul proprio materiale rotabile sistemi di protezione ferroviaria dotati di GPS. Il sistema allerta il macchinista ferroviario di possibili collisioni in tempo utile per fermare il treno con comandi manuali. Tramite questo sistema il materiale rotabile può essere controllato anche mediante una sala di controllo centrale. Una prova che coinvolse dieci treni fu eseguita ad inizio novembre 2011.

### Linee
La ferrovia collega i più importanti centri abitati e le destinazioni turistiche. Il servizio prese avvio nel 1864 con la costruzione della linea principale da Colombo a Ambepussa – sita a 54 km di distanza in direzione est – ed il primo treno percorse la tratta in data 27 dicembre. La linea venne ufficialmente aperta al traffico il 2 ottobre 1865. La linea principale è stata prolungata in fasi successive, raggiungendo Kandy nel 1867, Nawalapitiya nel 1874, Nanu-Oya nel 1885, Bandarawela nel 1894 e Badulla nel 1924. Altre llinee vennero completate per raggiungere ulteriori aree del paese: la linea per Matale nel 1880, la linea costiera nel 1895, la linea settentrionale nel 1905, la linea per Mannar nel 1914, la linea per la valle Kelani nel 1919, la linea per Puttalam nel 1926 e quelle per Batticaloa e Trincomalee nel 1928.
Linea principale
La linea principale prende il via da Colombo in direzione est / nord-est attraversando i centri in via di sviluppo di Ragama, Ganemulla, Gampaha, Veyangoda, Mirigama, Ambepussa e Polgahawela. A Rambukkana la tratta avvia una ripida ascesa tra le colline. I binari corrono lungo il ciglio di pareti rocciose tra Balana e Kadugannawa, permettendo ai passeggeri di scorgere la Bible Rock.
La linea procede quindi l'ascesa nelle aree in cui si concentra la produzione nazionale di tè, collegando le città commerciali di Gampola, Nawalapitiya e Hatton prima di raggiungere Nanu Oya. Da qui è possibile raggiungere la città coloniale di Nuwara Eliya, popolare tra i turisti per il suo clima temperato, gli alberghi in stile classico ed i giardini all'inglese. La linea principale raggiunge l'altitudine massima a Pattipola, 1898 m, per poi avviare attraverso Bandarawela la propria discesa verso Badulla. I passeggeri hanno la possibilità di osservare giardini da tè, montagne, valli e cascate.
Linea costiera

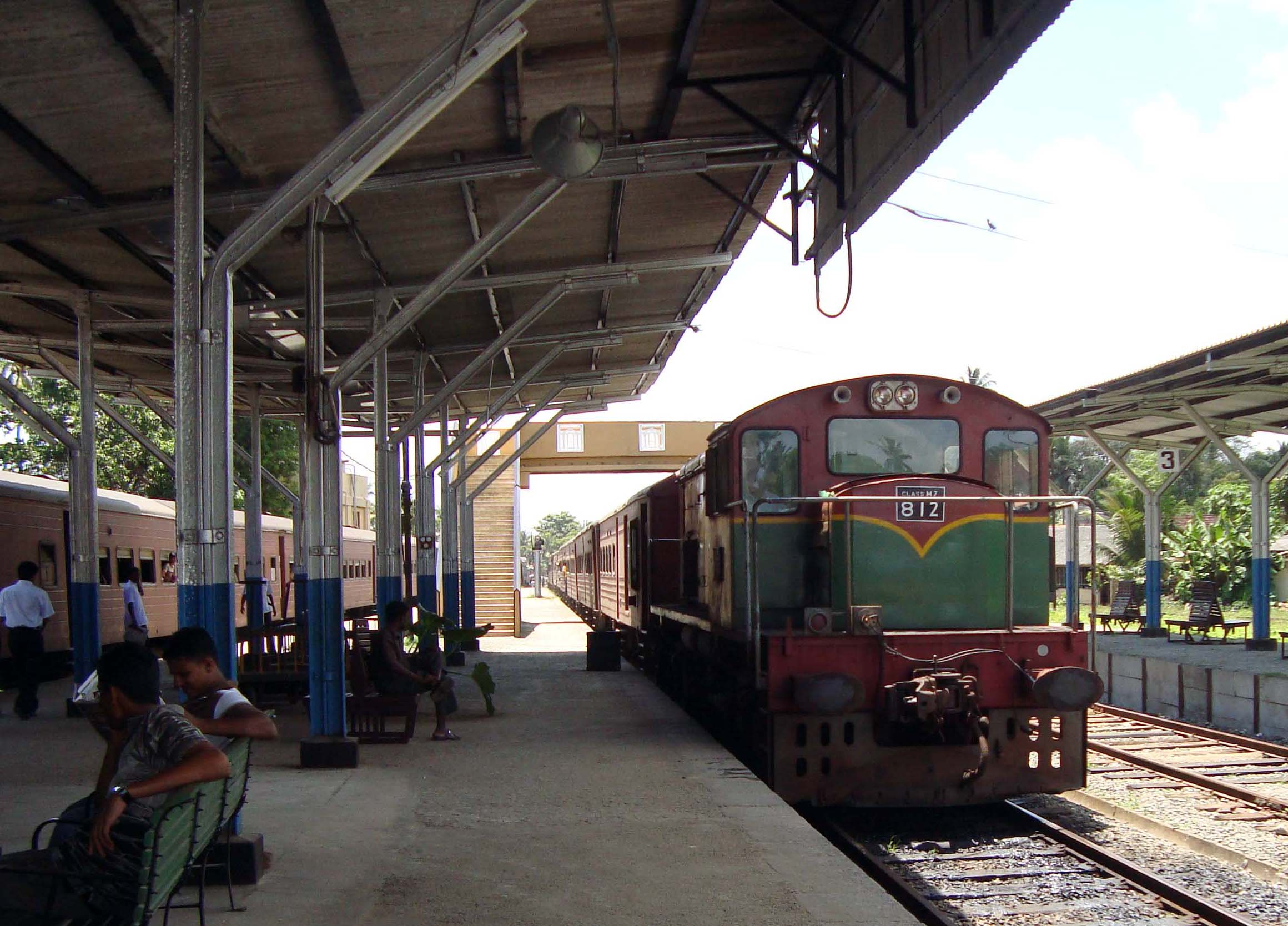
La stazione di testa della linea costiera, a Matara.

La linea costiera si sviluppa da Colombo in direzione sud, seguendo la costa dell'Oceano Indiano e offrendo vedute su spiagge tropicali e palme da cocco. Collega i centri regionali di Moratuwa, Panadura e Kalutara e le spiagge turistiche di Aluthgama, Ambalangoda e Hikkaduwa. La linea continua attraversando la città di Galle – nota per il suo ben preservato forte olandese dall'importanza storica – e raggiungendo Beliatta.
Dal 1895 e fino al 2013 la linea terminava a Matara. Tra il 2013 e il 2019 l'azienda China National Machinery Import and Export Corporation costruì – quale prima fase del progetto Southern Railway – il prolungamento della linea fino a Beliatta, realizzando quella che fu la prima linea ferroviaria costruita in Sri Lanka dall'ottenimento dell'indipendenza dal Regno Unito (1948). La seconda fase del progetto raggiungerà il porto di Hambantota, mentre la terza fase collegherà alla ferrovia Kataragama; ad aprile 2019 la costruzione di queste tratte non era ancora stata avviata.
Linea per Puttalam
La linea per Puttalam è una diramazione della linea principale che prende il via da Ragama, proseguendo verso nord attraversando Kandana, Ja-Ela, Seeduwa, Katunayake (dove sorge l'Aeroporto Internazionale Bandaranaike) ed il centro commerciale e destinazione turistica Negombo. La linea connette lo Sri Lanka nord-occidentale, raggiungendo Negombo, Kochikade, Waikkala, Lunuwila (sede del Coconut Research Institute of Sri Lanka), Nattandiya, Madampe, Chilaw, Bangadeniya, Mundel e Puttalam.
La linea collega inoltre altre città mercatali e villaggi di pescatori. Il servizio passeggeri termina alla stazione di Noor Nagar – poco a nord di Puttalam – oltre la quale i binari sono utilizzati dai treni per il trasporto cemento dell'azienda Holcim.
Linea per la valle Kelani
La linea per la valle Kelani da Maradana si dirige ad est verso Avissawella. Originariamente si trattava di una linea a scartamento ridotto, che venne convertita a quello da 1676 mm tra il 1991 e il 1997. La linea connette i sobborghi del distretto di Colombo con la città.
Linea per Matale
La linea per Matale si dirama dalla linea principale presso la stazione di Peradeniya Junction, a breve distanza dai Royal Botanical Gardens. Attraversa Kandy – dove si trova il tempio della reliquia del dente sacro – prima di avviare la propria discesa verso Matale.
Linea settentrionale

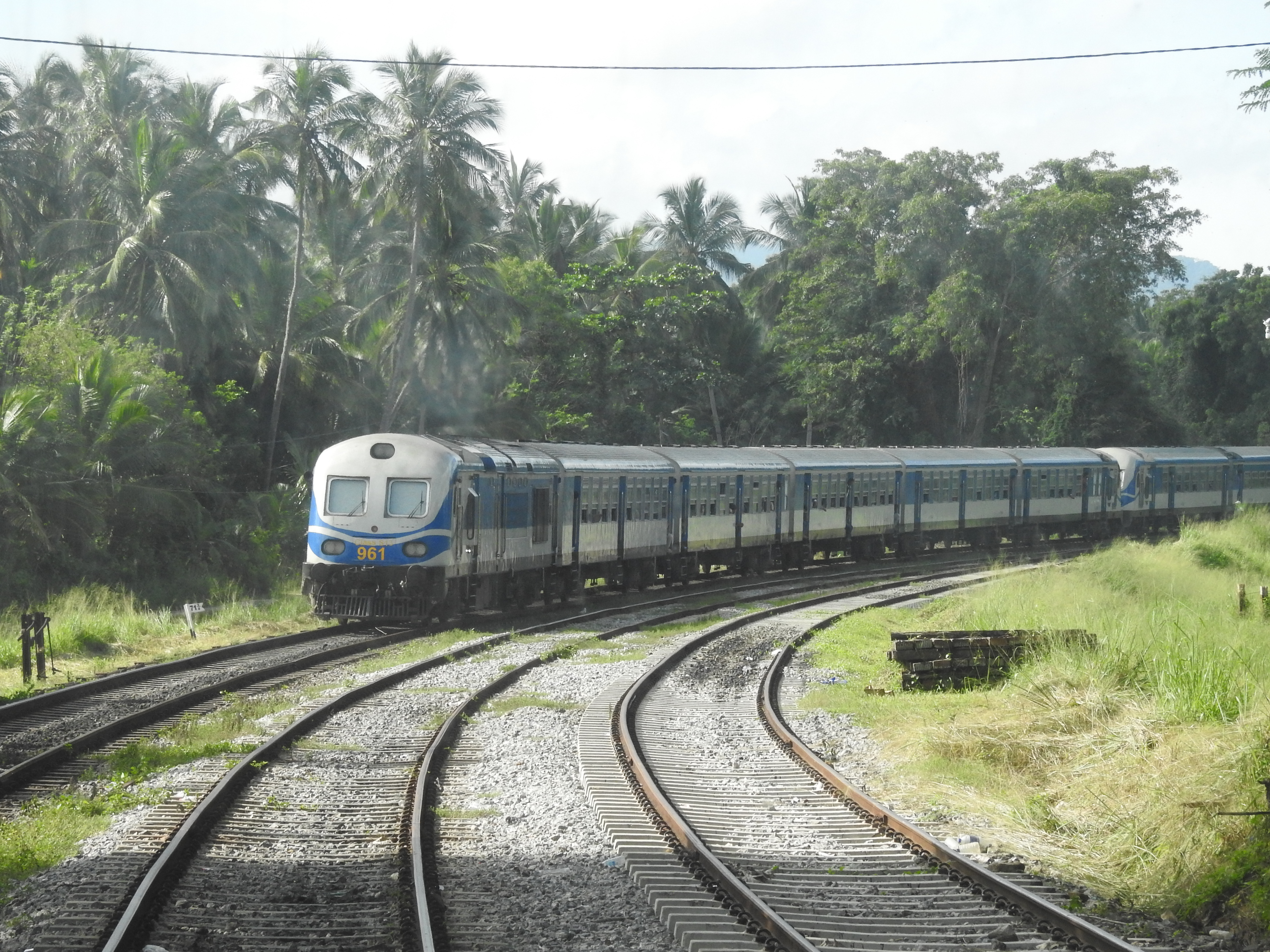
La linea settentrionale.

La linea settentrionale è una diramazione della linea principale che prende il via da Polgahawela, attraversando la capitale della provincia Nord-Occidentale Kurunegala e procedendo per il centro culturale di Anurādhapura, capitale dell'isola attorno al IV secolo a.C. e ricca di siti religiosi e archeologici. Il servizio è stato esteso fino alla stazione di testa presso Kankasanturai nella penisola di Jaffna, oltre Kilinochchi.
Linea per Mannar
La linea per Mannar si dirama dalla linea settentrionale presso Medawachchiya, dirigendosi verso ovest attraversando l'area del santuario di Nostra Signora di Madhu e raggiungendo l'isola di Mannar, dove si trovano la città omonima ed il terminal della dismessa linea Talaimannar.
Linea per Batticaloa
La linea per Batticaloa è una diramazione della linea settentrionale che prende il via da Maho e raggiunge Polonnaruwa – sito della capitale dell'XI secolo e ricca di monumenti storici – prima di proseguire per la città di Batticaloa.
Linea per Trincomalee
La linea per Trincomalee si dirama dalla linea per Batticaloa presso la stazione di Gal Oya Junction, dirigendosi a nord-est fino a Trincomalee.
Linea per Mihintale
La linea per Mihintale è una breve diramazione che attraverso la linea settentrionale connette Mihintale – sede dell'omonimo tempio in cui recò Mahinda, il monaco che portò il Buddhismo in Sri Lanka – con Anuradhapura, capitale nazionale per oltre un secolo. Si dirama dalla linea settentrionale presso la stazione di Mihintale Junction e si dirige verso est raggiungendo Mihintale, l'unica stazione della linea.
Rete interurbana
La rete interurbana si dirama da Colombo connettendo la maggior parte degli insediamenti più popolosi e dei centri industriali, con servizio passeggeri e merci, raggiungendo gli snodi delle stazioni di Fort e di Maradana.

## Servizio passeggeri
La Sri Lanka Railways offre servizi a lunga percorrenza tra le città più popolose ed il servizio ferroviario suburbano utilizzato dai pendolari di Colombo. La compagnia ferroviaria trasporta anche merci. La maggior parte dei treni a lunga percorrenza hanno diverse classi di servizio:
- 1ª classe notturna con cuccette, disponibile su un numero limitato di treni notturni;
- 1ª classe con carrozza panoramica disponibile su alcuni treni diurni, soprattutto sulla linea principale. Normalmente posizionata in coda al treno, occasionalmente in coda alla locomotiva;
- 1ª classe con aria condizionata[47] disponibile su alcuni treni espressi a lunga percorrenza sulle tratte Colombo-Vavunia e Colombo-Batticaloa. Disponibile anche sui treni Udarata Manike e Podi Manike sulla linea principale;
- 2ª classe disponibile su tutti i treni a lunga percorrenza, con o senza prenotazione;
- 3ª classe disponibile sulla maggior parte dei treni, con servizi di base.

I treni del servizio ferroviario suburbano raggiungono le aree più trafficate di Colombo e dei suoi sobborghi. La maggior parte del materiale rotabile è costituito da autotreni privi della suddivisione in tre classi tipica dei treni a lunga percorrenza. Questi treni – che riducono la congestione delle strade cittadine nell'ora di punta – possono essere affollati. Per migliorare l'efficienza energetica e la sostenibilità è stata proposta l'elettrificazione del servizio ferroviario suburbano.

### Tipologie di treni
- Intercity express: tra i treni più veloci, con soste limitate. I passeggeri devono richiedere un biglietto speciale pagando un sovrapprezzo.
- Night mail: treni espressi notturni con servizio merci
- Express: collegano Colombo con i maggiori snodi di trasporto
- Suburban: si fermano ad ogni stazione della linea

### Linee e treni
La Sri Lanka Railways suddivide la propria rete in tre divisioni operative, con sede nelle stazioni di Maradana, Nawalapitya e Anuradhapura. La rete è composta da nove linee, negli anni 1950 diversi treni vennero identificati con un nome.
|                  | Tratta                                    | Treni principali |
| ---------------- | ----------------------------------------- | --- |
| Linea principale | Colombo Fort-Nawalapitya-Nanu Oya-Badulla | Udarata Menike, Podi Menike, Tikiri Menike (diretto ad Hatton), Senkadagala Menike (diretto a Kandy), Colombo - Badulla Night Mail Train, Denuwara Menike |
| Linea per Matale | Peradeniya Junction-Kandy-Matale          | |

|                       | Tratta                                                             | Treni principali                                               |
| --------------------- | ------------------------------------------------------------------ | -------------------------------------------------------------- |
| Linea settentrionale  | Polgahawela Junction-Kurunegala-Anuradhapura-Jaffna-Kankesanthurai | Yal Devi, Rajarata Rejini, Jaffna night mail, Jaffna intercity |
| Linea per Mannar      | Medawachchi Junction-Mannar-Talaimannar                            |                                                                |
| Linea per Batticaloa  | Maho Junction-Polonnaruwa-Batticaloa                               | Udaya Devi, Meena Gaya                                         |
| Linea per Trincomalee | Gal Oya Junction-Kantale-Trincomalee                               |                                                                |

|                           | Tratta                                                                 | Treni principali                                                                        |
| ------------------------- | ---------------------------------------------------------------------- | --------------------------------------------------------------------------------------- |
| Linea costiera            | Colombo Fort-Galle-Matara-Beliatta; Beliatta-Kataragama in costruzione | Ruhunu Kumari, Samudra Devi, Galu Kumari, Sagarika, Rajarata Rejini, Dakshina intercity |
| Linea per la valle Kelani | Colombo Maradana-Avissawella                                           |                                                                                         |
| Linea per Puttalam        | Ragama-Puttalam                                                        | Muthu Kumari, Puttalam mixed, Puttalam express, Chilaw express                          |

## Collegamenti con l'India
Una proposta di collegare le ferrovie dello Sri Lanka con quelle dell'India non si è mai concretizzata, ma un servizio congiunto treno-traghetto-treno – denominato Boat Mail – collegò Colombo a Chennai per la maggior parte del XX secolo. L'ingegnere consulente per le ferrovie in Madras (odierna Chennai) avanzò nel 1894 l'idea di un ponte lungo 35 km che collegasse le due nazioni: seguirono una bozza di progetto ed un'analisi dei costi. La linea per Mannar venne costruita nel 1914 per collegare Talaimannar – sull'isola di Mannar – con la terraferma dello Sri Lanka, mentre la rete ferroviaria indiana raggiunse Dhanushkodi. Nonostante questo, il ponte non venne costruito.
Il servizio di traghetti che connetteva i capolinea ferroviari a Talaimannar e Dhanushkodi rimase in servizio fino agli anni 1960, quando un ciclone distrusse il molo e la linea ferroviaria sul lato indiano. Il servizio di traghetti venne ripristinato con partenza presso l'India da Rameswaram e restò operativo sino alla guerra civile in Sri Lanka. Negli anni 2000 venne nuovamente proposta la costruzione di un ponte ferroviario o di una galleria sottomarina, evidenziando i benefici di una connessione tra i porti di Colombo, Trincomalee e Chennai.

## Ferrovie urbane

### Servizio ferroviario suburbano

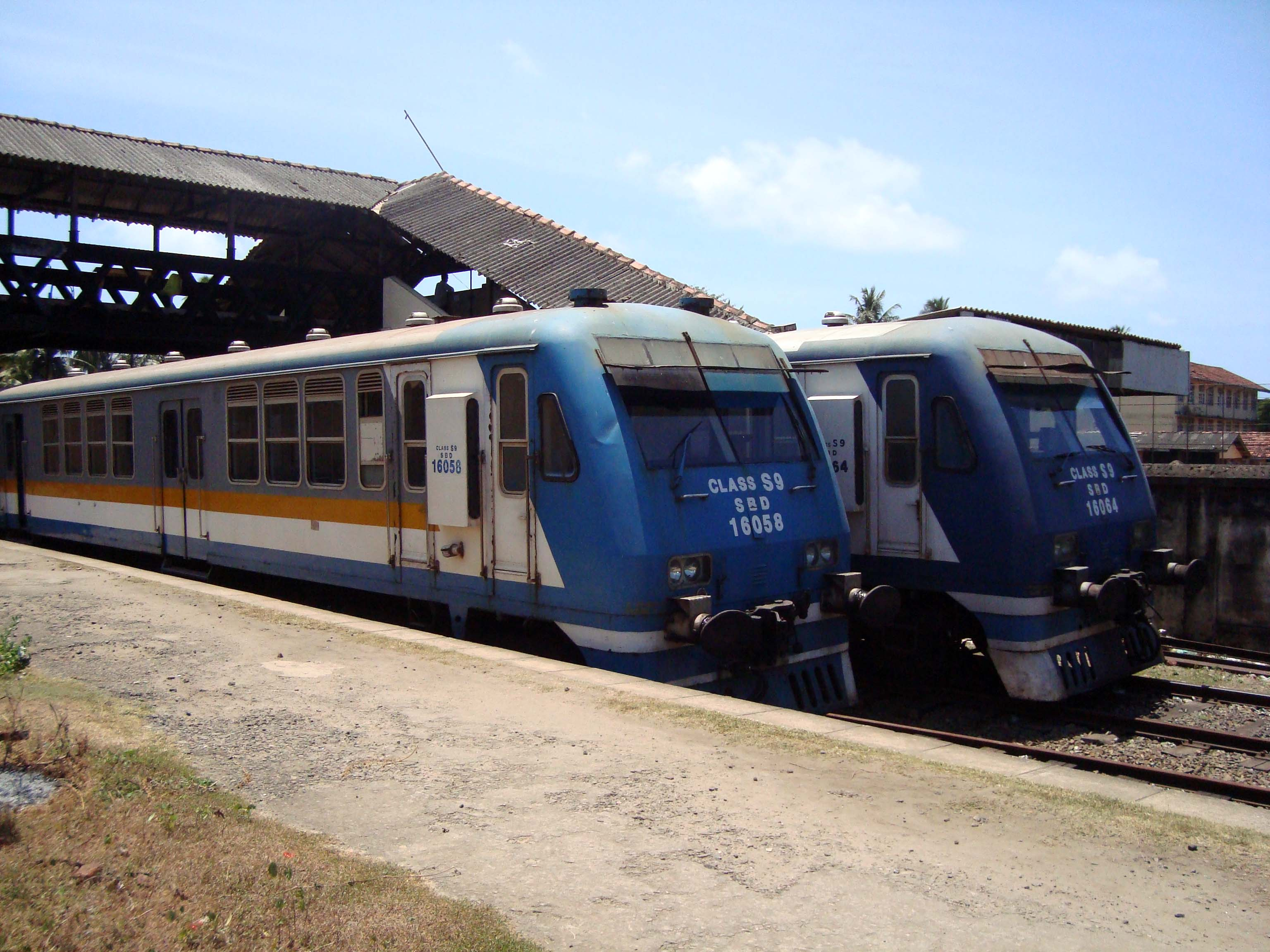
Treni del servizio ferroviario suburbano.

Il servizio ferroviario suburbano collega Colombo con i suoi sobborghi, riducendo la congestione sulle strade cittadine nelle ore di punta. I treni locali e quelli a lunga percorrenza utilizzano i medesimi binari. La rete del servizio ferroviario suburbano di Colombo consiste in 100 km di binari tra Panadura e Polgahawela, attraverso le stazioni Fort e Maradana. La tratta è dotata di binari mutlipli per far fronte alle esigenze dell'orario di punta. Con lo scopo di migliorare l'efficienza energetica e la sostenibilità, è stata proposta l'elettrificazione del servizio ferroviario suburbano.

### Metropolitana
Una metropolitana a scartamento ordinario è stata proposta negli anni 2010, con lo scopo di mettere a disposizione dei pendolari di Colombo un'opzione di trasporto rispettosa dell'ambiente. La metropolitana ridurrebbe l'affollamento sul servizio ferroviario suburbano ed il traffico sulle strade principali. Un consorzio formato da tre aziende ha avviato uno studio di fattibilità del progetto.

### Metrotranvia
Il progetto Colombo Light Rail ha ricevuto fondi per 1,25 miliardi di dollari americani.

### Autobus su rotaia
In aree con scarsa domanda di servizi ferroviari suburbani, quale la Provincia Orientale, autobus su rotaia collegano villaggi e città. La linea da Batticaloa a Trincomalee permette ai passeggeri di viaggiare tra le due città con ritardi minimi.

### Tram dismesso
Un sistema tramviario fu operativo in Colombo tra il 1899 e il 1960, gestito inizialmente dalla Colombo Electric Tramways and Lighting Company e successivamente – dal 31 agosto 1944 – dal consiglio municipale di Colombo.

## Progetto per l'alta velocità ferroviaria
La High Speed Railway Corporation (HSRC) ha in progetto di introdurre un treno a levitazione magnetica nell'isola, creando una linea che colleghi Negombo a Kollupitiya.

## Controversie

### Discriminazione
Nel febbraio 2017 il quotidiano singalese The Sunday Times criticò Sri Lanka Railways per la separazione dei servizi igienici nelle stazioni. Guidati da apposita segnaletica che indicava le "toilette per stranieri", i turisti potevano utilizzare servizi igienici puliti, mentre i singalesi venivano costretti ad utilizzare servizi maltenuti e spesso non igienizzati. Secondo il quotidiano, le "toilette per stranieri" si trovavano alle stazioni Colombo Fort, Mount Lavinia, Badulla, Hikkaduwa e Panadura. Il segretario del Ministero dei Trasporti Nihal Somaweera dichiarò che tali "toilette per stranieri" erano state implementate attraverso fondi provenienti dal Ministero del Turismo: l'articolo descrisse il management della Sri Lanka Railways come un'eco dell'era coloniale.

### Incidenti

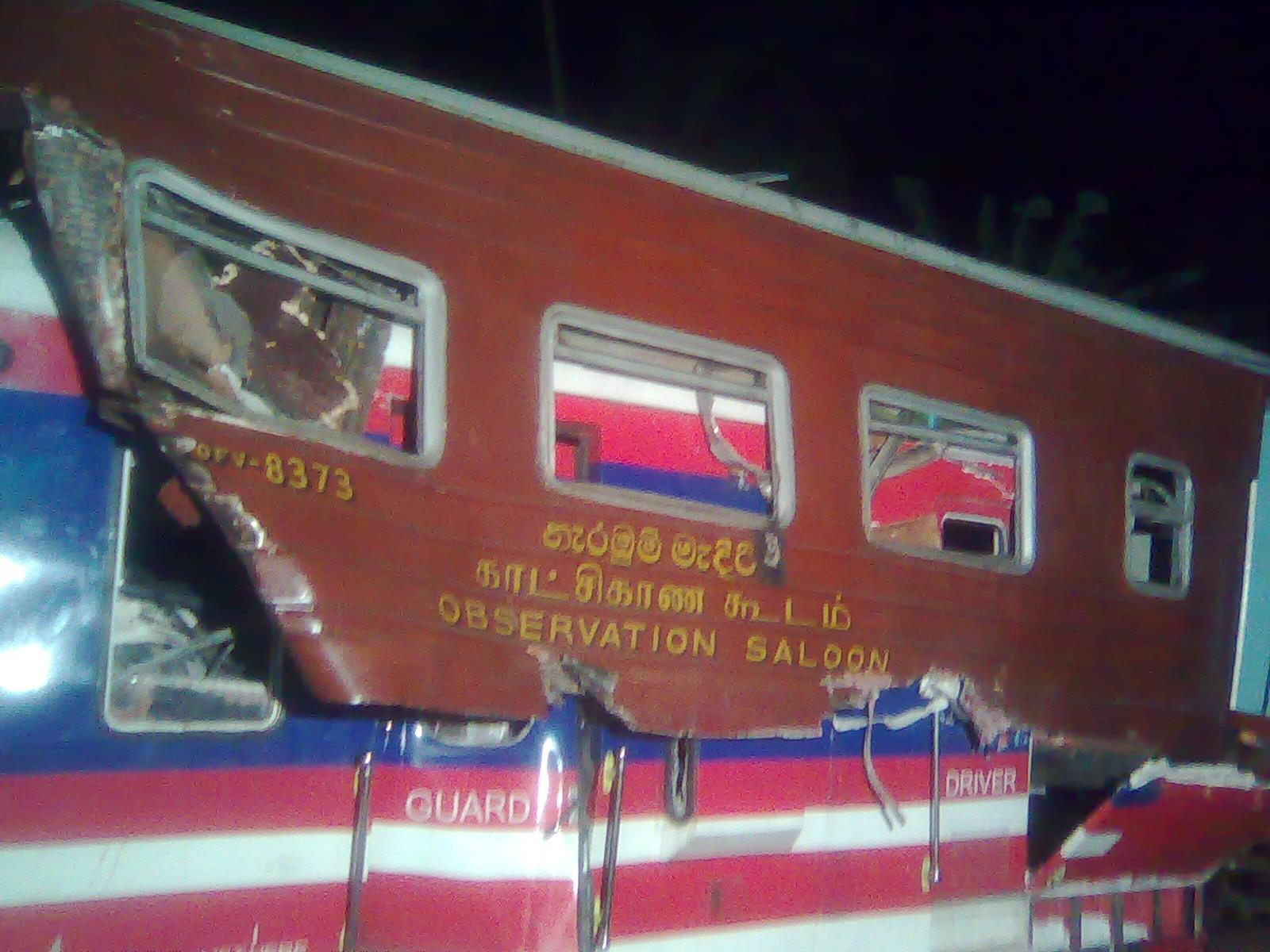
L'incidente di Alawwa nel 2011.

- 18 marzo 1964 - Un treno deraglia ad alta velocità, uccidendo più di 60 persone nei pressi di Mirigama.
- 19 gennaio 1985 - Le Tigri Tamil bombardano il treno Yal Devi, uccidendo 11 civili.
- 24 luglio 1996 - Le Tigri Tamili bombardano un treno a Dehiwala, con un bilancio di 70 civili morti.
- 19 agosto 2001 - Un treno deraglia tra Alawwa e Rambukkana a causa dell'alta velocità e del sovraffollamento, 46 vittime.
- 13 giugno 2002 – Un treno deraglia entrando nella stazione di Alawwa, uccidendo 14 persone.
- 26 dicembre 2004 – Disastro ferroviario di Peraliya: più di 1 700 persone muoiono nel peggior disastro ferroviario al mondo per numero di vittime, quando un treno viene travolto dal maremoto dell'Oceano Indiano a Peraliya.
- 26 aprile 2005 - Un autobus in fase di sorpasso di un altro autobus viene travolto da un treno ad un passaggio a livello a Yangalmodara – nei pressi di Polgahawela – causando la morte di 37 passeggeri a bordo del mezzo su gomma.
- 17 settembre 2011 – Un treno passeggeri colpisce il treno Udrata Manike in sosta alla stazione di Alawwa mentre percorre la tratta Colombo-Kandy: cinque persone muoiono e più di 30 restano ferite.[60]
- 17 maggio 2012 - Dopo la collisione tra un treno in corsa ed uno in sosta, due ulteriori treni si scontrano tra le stazioni di Wandurawa e Keenawala a Veyangoda.[61]
- 30 aprile 2014 -  A Pothuhera un treno a lunga percorrenza diretto verso nord si scontra con il treno Rajarata Rajina diretto verso Colombo, causando 68 feriti tra i passeggeri.[62]

Diversi incidenti sono avvenuti nella provincia Centro-Settentrionale, incluse collisioni con gli elefanti. Altri incidenti che hanno coinvolto il traffico stradale sono avvenuti in passaggi a livello incustoditi: dei 1 684 passaggi a livello presenti in Sri Lanka, solo 527 sono presidiati. Per prevenire incidenti, la Sri Lanka Railways ha avviato l'installazione di sistemi di protezione ferroviaria dotati di GPS, che informano il conducente di una possibile collisione in tempo utile per evitarla.